# Saint-Michel (Tarn y Garona)
 Saint-Michel  es una población y comuna francesa, en la región de Mediodía-Pirineos, departamento de Tarn y Garona, en el distrito de Castelsarrasin y cantón de Auvillar.

## Demografía
| 338 | 371 | 330 | 267 | 230 | 217 |
| Para los censos de 1962 a 1999 la población legal corresponde a la población sin duplicidades (Fuente: INSEE [Consultar]) |     |     |     |     |     |